# Diphotérine

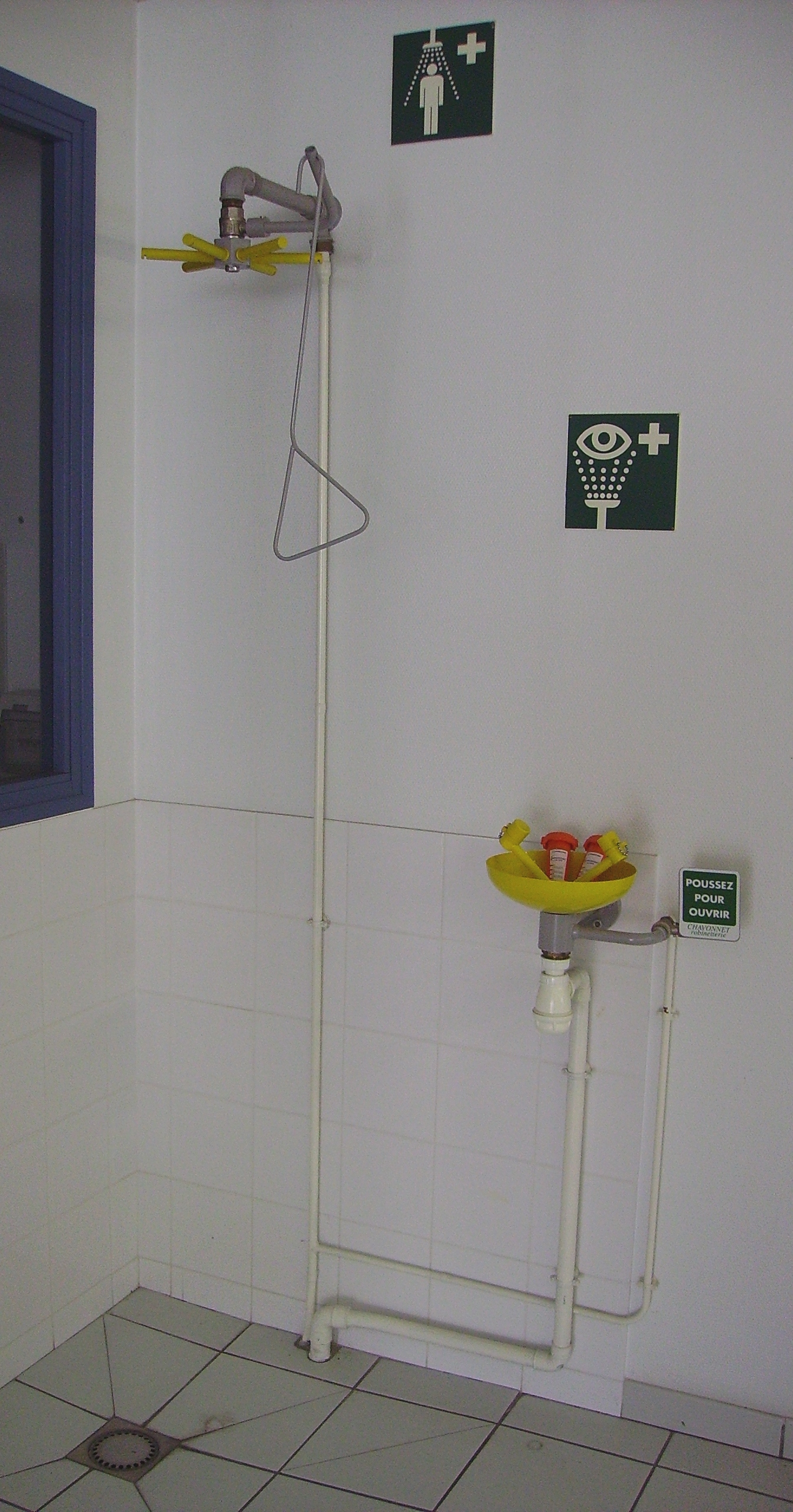
Rince-œil mural (à droite) avec deux tubes de Diphotérine (orange)

Diphoterine est le nom commercial d'une solution de premiers secours, destinée au lavage polyvalent et en urgence de brûlures d'origine chimique, corrosive ou irritante. Elle est commercialisée par les laboratoires Prevor.
Elle est décrite comme amphotère (comportement aussi bien acide que basique) et chélatrice (capable de piéger des cations en tant que complexe chélate). Ainsi, en principe, elle neutralise le produit dangereux quel que soit son pH et permet de limiter la toxicité d'ions métalliques présents.
Plusieurs conditionnements existent : rince-œil (en cas de projection oculaire) et douche portative de sécurité (les plus grosses sont de la taille d'un extincteur). Le protocole d'utilisation recommande un lavage dans la première minute pour la plupart des conditionnements.

## Limitation
Elle a une efficacité limitée sur l'acide fluorhydrique.

## Son efficacité
La solution Diphoterine a prouvé son efficacité avec son utilisation dans l'industrie.
Une étude indépendante a été réalisée par l'entreprise ALCOA en Australie. Cent quatre-vingts cas d'éclaboussures d'alcali sur la peau ont été évalués cliniquement. Deux groupes ont été comparés : ceux qui avaient appliqué la solution Diphoterine en premier et ceux qui avaient appliqué l'eau en premier.
Il n'y avait aucun signe de brûlure chimique chez 52,9% du groupe qui avait appliqué la solution Diphoterine en premier, contre 21,4% du groupe qui avait appliqué l'eau en premier. Seuls 7,9 % du groupe ayant appliqué la  Diphoterine en premier ont présenté des cloques ou des signes plus graves, contre 23,8 % du groupe ayant appliqué l'eau en premier. Les différences étaient statistiquement significatives (P < 0,001). Après la mise en œuvre de la Diphoterine, le taux de blessures " premiers soins " pour les brûlures chimiques a chuté de 24,7 % (IC 95 % 0,5-43,0 %). L'application de la Diphoterine  en premier était associée à des résultats significativement meilleurs après des éclaboussures de peau alcaline que l'application d'eau en premier.
Le bénéfice réel de l'utilisation de la Diphoterine  ou de l'Hexafluorine sur les brûlures chimiques par rapport au lavage à l'eau courante est parfois remis en cause par certains experts médicaux, mais à ce jour aucune étude prouvent le contraire. Les études les plus récentes semblent montrer une efficacité même en cas de lavage retardée en milieu hospitalier (la Diphoterine étant à l'origine recommandée pour une décontamination dans le secteur industriel, directement sur site),.
Depuis 2018, la Diphoterine est inscrite dans les recommandations de la société française d'ophtalmologie pour la décontamination de la lésion chimique oculaire.